# فناوری آموزشی

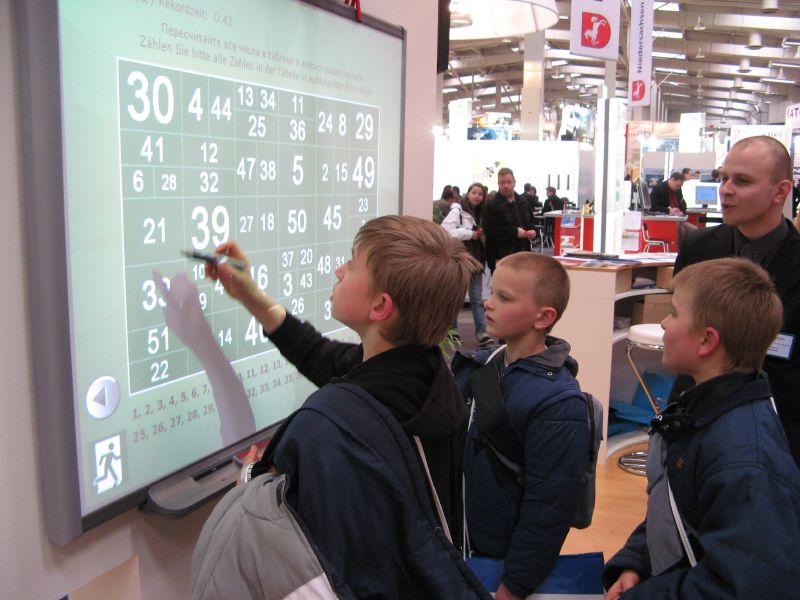
دانش آموزان در حال تمرین روی صفحه سیستم هوشمند آموزش

فناوری (تکنولوژی) آموزشی به‌کارگیری وسایل و ابزار و استفاده از یافته‌های پژوهشی برای ارتقای کیفیت یادگیری و فرایند آموزش و پرورش است. فناوری آموزشی بخشی از علوم تربیتی است.

## تعریف
واژه فناوری از ریشهٔ(به یونانی: Technologia) به معنی برخورد سیستماتیک می‌آید و فناوری آموزشی به معنای کاربرد دانش برای مقاصد عملی می‌باشد. از نظر {جی. آر. گاس} مدیر مرکز تحقیقات و نوآوری‌های آموزشی وابسته به سازمان همکاری‌های اقتصادی کشورهای اروپایی فناوری آموزشی عبارت است از: طرح سازمان یافته و استقرار یک سیستم فراگیری که از مزایای روش‌های نوین ارتباط جمعی و شیوه‌های جدید تدریس، ابزار و وسایل بصری و سازمان‌بندی کلاس بهره‌گیری می‌کند.
نگاه جیمز براون با توجه به تعریف سیستماتیک از ارزش ویژه‌ای برخوردار است زیرا توجه به عملکرد سیستم باعث می‌شود همواره یادگیری و یاددهی در قالب یک درون داد چرخه سیستم و برون داد مورد نظر و ارزیابی قرار گیرد. از این طریق می‌توان مرحله به مرحله آموزش و یادگیری را مورد نظر و دقت قرار داد و معایب و محاسن سیستم آموزش را مشخص نموده و نقاط قوت آن حفظ نموده و تکامل بخشید و نقاط ضعف آن را از بین برد تا سیستم به صورت بهینه کار خود را تداوم بخشد
تعاریف جدید متناسب با ورود ابزارهای جدید باید انجام شود
فناوری آموزشی در اصل به معنای به کاربردن دانش برای مقاصد علمی و عملی است.
حسین زنگنه (۱۳۹۰) نیز در کتاب مبانی نظری تکنولوژی آموزشی خود، آن را به‌کارگیری نظام‌مند سخت‌افزارها و نرم‌افزارها در راستای حل مسئله یادگیری می‌داند. از نظر او فناوری آموزشی دارای دو بعد سخت‌افزار و نرم‌افزار بوده که هدفش حل مسئله یادگیری است و مانند کبوتری است که از دو بال خود برای پرواز استفاده می‌کند. آخرین تعریفی که از فناوری آموزشی موجود است توسط انجمن ارتباطات و فناوری آموزشی در سال ۲۰۰۴ صورت گرفته‌است که عبارتند از، مطالعه و عمل اخلاقی از طریق ایجاد، کاربرد و مدیریت منابع و فرایندهای فناورانهٔ مناسب به منظور تسهیل یادگیری و بهسازی عملکرد افراد. فناوری آموزشی در سال ۱۹۶۹ به صورت جدی به حوزه فعالیت‌های آموزشی و پرورشی واردشد.
در آغاز قرن بیستم با ورود فناوری به مدارس نیاز به افرادی که توانایی به‌ کارگیری و تعمیر ابزارهای مورد استفاده در آموزش را داشته باشند احساس شد. این افراد با شناختی که از فرایند آموزش و ابزارهای آموزشی داشتند معلمان را در انتخاب رسانه‌ها یاری می‌کردند.
برای تکنولوژی تعاریف مختلفی وجود دارد که ناشی از نظرات متنوع در این عرصه است. هرکدام از این تعاریف می‌توانند درست باشد.
فناوری
فناوری اطلاعات و ارتباطات آن چنان پتانسیل حضور در عرصه‌های گوناگون حیات بشری دارد که بی تردید می‌توان آن را یک تمدن جدید با ظهور یک موج تمدنی جدید دانست. به‌کارگیری فزاینده اصطلاحات و تعابیری همچون: تمدن پساصنعتی، جامعه اطلاعاتی، اقتصاد دانش در مقام توصیف ویژگی‌های بارز عصر حاضر، گواه این مدعا است.
آن گونه که از یک تمدن انتظار می‌رود: تفکرات، تصورات و شیوه‌های جدید و جایگزین در عرصه‌های علمی، صنعتی، اقتصادی، اجتماعی و سیاسی به تدریج جایگزین وضعیت در حال زوال شده‌ است و وضعیت نوین در تمامی عرصه‌های حیات بشری، به سرعت در حال شکل‌گیری و استقرار است. نظام‌های تعلیم و تربیت نیز طبعاً از تحولات حادث شده در عرصه فناوری بی نصیب نبوده‌اند و ندای انقلاب آموزشی به مثابه یک ضرورت، فضای نظام‌های آموزش و پرورش دنیا را پر کرده‌ است. جلالی و عباسی، کاربرد فناوری اطلاعات در نظام‌های آموزش و پرورش دنیا را این گونه جمع‌بندی کرده‌اند:
- ارتقا افزایش توانایی معلمان در زمینه به‌کارگیری فناوری اطلاعات
- تجهیز مدارس با امکانات و ابزارهای مورد نیاز جهت گسترش فناوری اطلاعات
- بهره‌گیری بهینه از فناوری اطلاعات برای تغییر ساختار آموزش
- استفاده از فناوری اطلاعات برای ایجاد فرصت‌های یادگیری و تحصیل برای همه افراد جامعه
- افزایش سطح یادگیری فراگیران

## کاربرد علوم مختلف در تکنولوژی آموزشی
روانشناسی: در تکنولوژی آموزشی به شرایط رشد ذهنی و جسمی افراد توجه شده و با در نظر گرفتن آمادگی آنان برای یادگیری در زمینه‌های مختلف با انتخاب مکاتب مناسب یادگیری
(پیوند گرایی، شناخت گرایی، ساخت گرایی و …) مطالب درسی تدوین شده، در اختیار فراگیران قرار می‌گیرد.
۲- ارتباطات: طراحی پیام‌های آموزشی، به مشارکت گرفتن مخاطبان، رفع موانع ارتباطی و …. از جمله موارد ارتباطی می‌باشد که در علم تکنولوژی آموزشی از آن‌ها برای ارسال - نفوذ و درک پیام‌های آموزشی استفاده می‌شود.
۳- هنر: فناوری آموزشی با استفاده از خواص حواس در یادگیری (بینایی %۷۵ – شنوایی %۱۳ – بویایی %۳ – لامسه %۶ – چشایی %۳) و نیز تأثیر زیبایی در یادگیری با طراحی صحیح تصاویر از طریق هم آهنگی و تضاد در طرح و هارمونی دررنگ و انتخاب خطوط و زاویه بندی مناسب سعی دارد از طریق حس بینایی به % ۷۵ تأثیر در یادگیری خود را نزدیک نماید. در کل علم تکنولوژی آموزشی قصد دارد از تمامی پدیده‌های علمی استفاده کرده تا امر شیرین یادگیری سریعتر اتفاق افتاده و دیر از دست برود.
رابطه رشته تکنولوژی آموزشی با سایر رشته‌های علوم تربیتی
رشته تکنولوژی آموزشی در حال حاضر تنها در آمریکا، در بیش از ۱۰۰دانشگاه و در مقطع دکتری ارائه می‌شود و بین سال‌های ۱۹۷۷–۱۹۹۸تعداد ۲۶۸۹پایان‌نامه دکتری در این رشته دفاع شده‌است. حائز اهمیت است که تعیین ارتباط رشته تکنولوژی آموزشی با رشته‌های نزدیک می‌تواند در تبیین قلمرو تأثیر و عملکرد آن مؤثر باشد. همچنین سطح یادگیری فراگیران را بالا می‌برد.
ماهیت کاربردی این رشته دو نوع ارتباط را باسایر رشته‌های درون و بیرون علوم تربیتی برقرار می‌کند:
1. ارتباط با رشته‌های اصلی:این رشته‌ها طیف وسیعی از رشته‌های علوم انسانی و علوم تربیتی و فنی و مهندسی را در بر می‌گیرد که می‌توان به دو دسته اصلی تقسیم کرد :رشته‌های تأثیرگذار، مانند فلسفه، فلسفه تربیتی، روانشناسی، روانشناسی تربیتی و رشته‌های تغذیه‌کننده، مانند الکترونیک، رایانه، ارتباطات، فیزیک و… ارتباط این رشته با رشته‌های تأثیرگذار از نظر تأثیر رویکردها، دیدگاه‌های فلسفی، مبانی معرفت‌شناسی و روش‌های تحقیق آن‌ها بر رشته تکنولوژی آموزشی قابل انکار نیست. رشته‌های تغذیه‌کننده آن دسته از رشته‌های علمی هستند که دستاوردهای ابزاری آن‌ها به‌طور مستقیم در رشته تکنولوژی آموزشی استفاده می‌شود. پیشرفت‌های دو دهه اخیر در علوم رایانه در واقع نقش غیرقابل انکاری در فراهم آوردن زمینه لازم برای اجرایی کردن نظریه‌های یادگیری سازنده گرا داشته‌است. به وجود آمدن شبکه‌های جهانی اطلاعاتی و سرعت و سهولت دستیابی به آنها، باعث شده‌است که برای مثال امکان عملی اصل (عدم ارائه محتوا به شاگرد و آزادگذاردن او برای جمع‌آوری اطلاعات) فراهم شود.
2. ارتباط با رشته‌های همجوار:این رشته‌ها به صورت عرضی یا طولی و از جهت نظری یا اجرایی، با رشته تکنولوژی آموزشی هم سویی وهم پوشی دارند. از جمله می‌توان از رشته برنامه‌ریزی آموزشی به عنوان رشته‌ای که با تکنولوژی آموزشی گاه نوعی رابطه طولی دارد و رشته برنامه‌ریزی درسی که علاوه بر رابطه طولی نوعی هم پوشی نیز دارد نام برد. موضوع رشته برنامه‌ریزی آموزشی تهیه و پیش‌بینی برنامه‌های کلان کمی برای توسعه مقاطع آموزش و پرورش و آموزش عالی است. در این رشته، که زیر شاخه‌ای از رشته‌های برنامه‌ریزی کلان اقتصادی است، برنامه ریزان با استفاده از روش‌هایی مانند تقاضای اجتماعی، روش نیروی انسانی وروش نرخ بازده یا ترکیبی از این روش‌ها، برای پاسخگویی به نیازهای کشور در سطح کلان برنامه‌های کمی تهیه می‌کنند. در این برنامه‌ها، مانند برنامه‌های توسعه پنج ساله کشور، برنامه ریزان برای هر بخش از اقتصاد (صنعتی یا کشاورزی) نیازهای نیروی انسانی متخصص و آموزش دیده را با توجه به هدف‌های توسعه در آن بخش به صورت تعداد افراد در تخصص‌ها مختلف پیش‌بینی وبودجه، زمان وسایر امکانات لازم را برای تربیت و آموزش این نیروها از محل در آمدها و توانایی‌های باقوه کشور برآورد می‌کنند. این برنامه‌ها پس از تصویب نهایی در سطح کشور برای اجرا به بخش‌های مربوط ابلاغ می‌شود وسازمان برنامه وبودجه نیز بر حسن اجرا و تخصیص منابع مالی نظارت و سرپرستی می‌کند؛ بنابراین در برنامه‌ریزی آموزشی برنامه‌های کلان در سطح ملی یا منطقه‌ای، قاره‌ای و جهانی یه وسیله سازمان‌های آموزشی جهانی تهیه می‌شود.

## تاریخچه
فناوری آموزشی پس از سال‌های ۱۲۸۰ خورشیدی مراحلی مختلفی را طی نموده‌است. اگرچه در سال‌های قبل از ۱۲۸۰ نیز معلمان کودکان را به دیدن موزه‌ها می‌بردند یا برای روشن‌تر شدن مفاهیم اجسامی را به کلاس‌های درس می‌آوردند.
برخی سوفسطائیان قرن پنجم پیش از میلاد را پیشگامان تکنولوژی آموزشی می‌داند؛ و به دلیل ماهیت سیستماتیک کار آنان از نظر طراحی و سازماندهی مواد آموزشی، آنان را پیشگامان واقعی و غیرقابل انکار این رشته می‌شناسند.
فناوریی آموزشی در طی تکامل خود از چهار مرحله گذر کرده و اکنون وارد مرحله پنجم شده‌است. گرچه ممکن است کشورهای مختلف الزاماً از این مراحل گذر نکنند ولی بیشتر کشورها این مراحل را تجربه کرده‌اند.
تکنولوژی آموزشی، به مفهوم جدید آن، از وسایل سمعی و بصری بحث نمی‌کند همچنین، هدف تکنولوژی آموزشی، ترویج و توسعة تلویزیون، رادیو و ماشین‌های آموزشی، کامپیوتر و سایر ابزارهای آموزشی قدیم یا جدید نیست. به علاوه تکنولوژی آموزشی به وسایل مکانیکی یا الکترونیکی نیز گفته نمی‌شود و چنانچه روزی پریزهای برق مسدود شود یا نیروی برق برای همیشه از بین برودع تکنولوژی آموزشی همچنان وجود دارد و ما نیز همواره به آن نیازمند خواهیم بود؛ زیرا تکنولوژی آموزشی به همان گستردگی آموزش و پرورش است.
مفهوم تکنولوژی آموزشی
تکنولوژی آموزشی، درعمل با طراحی و ارزشیابی برنامه‌های درسی، تجارب آموزشی، اجرا و اصلاح مجدد آن‌ها بستگی دارد، به بیانی دیگر: تکنولوژی آموزشی یک روش اصولی و منطقی برای حل مشکلات آموزشی و برنامه‌ریزی درسی است که با نوعی تفکر سیستماتیک (منظم و علمی) همراه است.
با توجه به این مفهوم، کاربرد عنوان تکنولوژی آموزشی به وسایل سمعی و بصری یا سایر ابزارهای آموزشی و کمک آموزشی، صحیح به نظر نمی‌رسد. البته این بدان معنی نیست که در روش تکنولوژی آموزشی، از وسایل سمعی و بصری یا رسانه‌های آموزشی استفاده نمی‌شود؛ بلکه بر عکس، استفاده از وسایل سمعی و بصری و کاربرد رسانه‌ها در همة مفاهیم و تعاریف تکنولوژی آموزشی مستتر است. اما هیچ‌یک از سیستم‌های پذیرفته شده تکنولوژی آموزشی، وسایل و رسانه‌ها را هدف نمی‌داند و آن‌ها را وسیله‌ای برای عمومیت دادن و زودتر به نتیجه رسیدن تلقی می‌کند.
تعریف تکنولوژی و تکنولوژی آموزشی
«کاربرد ابتکاری یافته‌های یک رشته علمی را در صنعت- یا در یک کار عملی- تکنولوژی می‌گویند.» با توجه به این تعریف، تکنولوژی آموزشی را چنین تعریف کرده‌اند:
«مجموعه‌ای از معلومات ناشی از کاربرد علوم آموزشی و فراگیری در دنیای حقیقی کلاس درس، همراه با ابزارها و روشهایی که کاربرد علوم گفته شده در بالا را تسهیل می‌کند…»
علاوه بر تعریف فوق، از تکنولوژی آموزشی تعریف‌های دیگری نیز شده‌است. تعریف زیر را که از سایر تعریف‌ها جامع تر است، برای آگاهی آن دسته از علاقه‌مندان که به تازگی با مفهوم تکنولوژی آموزشی آشنا شده‌اند، انتخاب کرده‌ایم:
«تکنولوژی آموزشی عبارت است از روش سیستماتیک طراحی، اجرای و ارزشیابی کل فرایند تدریس و یادگیری که براساس هدفهای معین یا بهره‌گیری از یافته‌های روان‌شناسی یادگیری و علم ارتباطات و به‌کارگیری منابع مختلف- اعم از انسانی وغیر انسانی- به منظور آموزش مؤثرتر تنظیم و اجرا می‌شود
مرحله اول – ابزار و وسایل
مرحله دوم - مواد آموزشی
مرحله سوم – نظامهای درسی
مرحله چهارم – نظامهای آموزشی
مرحله پنجم – نظامهای اجتماعی
در یک قرن اخیر براساس تحولات به وقوع پیوسته در دیدگاه‌های معرفت‌شناسی، رویکردهای روانشناسی یادگیری و سایر علوم وابسته و مربوط به ارتباطات، سیستم‌ها و تعلیم و تربیت، تعریف تکنولوژی آموزشی، دستخوش تحولات بنیادین شده‌است. این تعریف از «کاربرد وسایل و ابزار در آموزش»، به «طراحی، تولید، اجرا و ارزشیابی نظامهای آموزشی» و سرانجام به «نظریه و عمل طراحی، تهیه (تولید)، استفاده (کاربرد)، مدیریت و ارزشیابی فرایندها و منابع یادگیری». تغییر یافته‌است. بررسی تاریخچهٔ این رشته از علوم کاربردی در غرب که زادگاه آن است، نشان از تعامل صاحبنظران این علم با شرایط و اقتضائات محیطی و نیازها و جهت‌گیری‌های نظام‌های تربیتی آنان دارد، درحالی‌که موقعیت این رشته در کشور ما ایران به منزله یک رشتهٔ علمی کاملاً وارداتی، همانند بسیاری از رشته‌های دیگر دانشگاهی متفاوت است. به همین سبب برای بررسی تاریخ این رشته در ایران می‌باید در زوایای رخدادها و وقایع مرتبط با تعلیم و تربیت در پی نشانه‌های مربوط به جنبه‌ای یا جوانبی از مباحث، کاربردها و محتواهای مرتبط با این رشته جستجو کرد تا اثری از آن یافت. در این نوشته بنا بر اهمت و تأثیرگذاری رویداد بسیار مهم تأسیس دارالفنون بررسی خود را از این نقطهٔ عطف تاریخی شروع می‌کنیم و با پیگیری رویدادهای آموزشی و فرهنگی کشورمان به خصوص از اول قرن چهاردهم هجری شمسی (مطابق با اوائل قرن بیستم میلادی)، سیر تحول شناخت، موقعیت و کاربرد رشته تکنولوژی آموزشی را دنبال می‌کنیم. این مطالعه به‌خصوص بر وقایع معطوف به زمان پیش از شکل‌گیری رشتهٔ تکنولوژی آموزشی در حکم یک رشتهٔ تحصیلی دانشگاهی در سال ۱۳۷۲ و پس از این تاریخ متمرکز خواهد شد. بررسی‌ها نشان می‌دهند که به دلیل رخدادهای بسیار مهم تأثیرگذاری، همچون نهضت مشروطه، جنگ جهانی اول، منازعات کشورهای استعماری در کشور ما برای کسب امتیازات، کودتای رضاخان، جنگ جهانی دوم، نهضت ملی شدن نفت و سرانجام کودتای ۲۸ مرداد ۱۳۳۲ و تبعات مخرب و نامبارک آن کشور ما عملاً پنجاه سال اول قرن بیستم میلادی که گسترهٔ ناب رشد و شکوفایی علوم در کشورهای غربی بوده را از دست داده‌است. این عقب‌ماندگی موجب عدم رشد بسیاری از علوم در ایران شده و تکنولوژی آموزشی به عنوان یک رشته تحصیلی دانشگاهی و در حکم یک تخصص کاربردی در آموزش و پرورش و آموزش عالی کشورمان از آن جمله است. برداشت‌های ناصواب از این رشته موجب پنهان ماندن ماهیت، فلسفه و محتوای آن برای بسیاری از دست‌اندرکاران آموزش و پرورش و رشته حیاتی در تعلیم و تربیت جهانی محروم ساخته‌است. در بخش پایانی این نوشته به چشم‌انداز این رشته در آینده در پرتو بررسی‌های انجام شده خواهیم پرداخت. امید است که چنین بررسی‌هایی گرچه بسیار محدود و ناقص، بتوانند پرتوی فرا راه دانش‌پژوهان و علاقه‌مندان این رشته باشد.
در آبان ماه سال ۱۳۷۲برنامه کارشناسی علوم تربیتی گرایش تکنولوژی آموزشی برای اولین بار در شورای عالی برنامه‌ریزی وزارت فرهنگ و آموزش عالی به تصویب رسید. این برای اولین بار است که رشته تکنولوژی آموزشی در کشور ما به عنوان یک رشته رسمی دانشگاهی مطرح می‌شود. مروری بر دروس تخصصی مصوب این گرایش نشان می‌دهد که تمام تحولات رخ داده در دوره دوم رشته در غرب در این برنامه وجود دارد (مانند:درس اصول طراحی پیام‌های آموزشی، آموزش با روش بر سیستم‌ها، ارزیابی نظام‌های کوچک آموزشی، جامعه‌شناسی ارتباطی، آموزش برنامه‌ای، اصول طراحی نظام‌های آموزشی).
در آبان ماه سال ۱۳۷۴برنامه کارشناسی ارشد تکنولوژی آموزشی به تصویب شورای عالی برنامه‌ریزی رسید و ابتدا در دانشگاه علامه طباطبایی و به دنبال آن در دانشگاه تربیت معلم به اجرا درآمد. دروس تخصصی این برنامه نشان دهنده وارد شدن مباحث نظام‌های آموزشی و طراحی آنها، در کنار توجه به رایانه به عنوان اصلی‌ترین رسانه بعد از تحولات مربوط به تکنولوژی ارتباط و اطلاعات است (مانند :برنامه‌نویسی رایانه‌ای برای آموزش، وتولید برنامه‌های رایانه‌ای آموزشی) این توجه به رایانه مسلماً در کنار دروسی همچون طراحی آموزشی، اصول تهیه برنامه‌های آموزشی و طراحی مراکز یادگیری، جهت‌گیری صحیح طرح مباحث نرم‌افزاری در کنار ابزارهای الکترونیک رانشان می‌دهد. خاطره یاری. منبع:مبانی نظری تکنولوژی آموزشی دکتر هاشم فردانش
تاریخچه استفاده از ابزار و وسایل آموزشی در ایران
گرچه ممکن است کشورهای مختلف الزاماً از این مراحل گذر نکرده باشند ولی بیشتر کشورها با این مراحل روبرو بوده‌اند. در کشور ما از سال ۱۳۰۶ به بعد، بعضی از مدارس اقدام به ایجاد آزمایشگاه‌های فیزیک و شیمی و علوم زیستی کردند، اما نداشتن کادر متخصص، کمبود ابزار و وسایل و مواد مورد نیاز و عدم اعتقاد به کاربرد این وسایل و روش‌ها، سبب عدم موفقیت این مراکز و راکد ماندن فعالیت‌های آنان شد.
در سال ۱۳۰۸ وزارت فرهنگ، اداره کل هنرهای زیبا را تأسیس کرد. این اداره علاوه بر نظارت بر کلیه فعالیت‌های هنری، مسئولیت استفاده از وسایل سمعی و بصری مدارس را نیز عهده‌دار بود. ایجاد آزمایشگاه‌های سمعی و بصری، دانش‌سرای مقدماتی و دانش‌سرای عالی نیز جزء فعالیت‌های این اداره بود.
در سال ۱۳۴۱ اداره‌ای به نام اداره آموزش فعالیت‌های سمعی و بصری در وزارت فرهنگ تشکیل گردید که بعداً با نام دفتر آموزش سمعی و بصری فعالیت‌های خود را ادامه داد. توجه به فیلم به عنوان یک رسانه آموزشی در سطح جهانی سبب گردید این اداره اقدام به تشکیل جشنواره‌های بین‌المللی فیلم‌های آموزشی کند.
تلویزیون آموزشی در سال ۱۳۴۳ زیر نظر وزارت آموزش و پرورش تأسیس شد و کار خود را بعد از دو سال، با پخش برنامه‌های درسی در زمینه فیزیک، شیمی، جبر، علوم طبیعی، زبان و دستور فارسی شروع کرد. هدف از پخش این برنامه‌ها جبران کمبود معلم‌های متخصص و جبران کمبود آزمایشگاه‌ها بود، اما به علت عدم تطابق وقت آن با برنامه دبیران و مدارس پخش آن متوقف شد.
در سال ۱۳۵۲ تهیه برنامه‌های آموزشی به سازمان رادیو و تلویزیون ملی ایران واگذار شد و برنامه‌های آموزشی با پخش دروس راهنمایی در سال ۱۳۵۳ مجدداً شروع به فعالیت کرد و هم‌زمان حدود سه هزار دستگاه تلویزیون بین مدارس شهرهای بزرگ کشور توزیع شد؛ ولی برنامه‌های تلویزیون به دلیل عدم برنامه‌ریزی صحیح و عدم انتشار اطلاعات درست مربوط به زمان پخش، منجر به شکست گردید.
در سال ۱۳۵۳ دوره فوق‌لیسانس تکنولوژی آموزشی تأسیس شد. گرچه قبل از این سال در دروس لیسانس تربیت معلم و علوم تربیتی، دروسی با عنوان‌های مقدمات تکنولوژی آموزشی، تولید و کاربرد مواد آموزشی یا نقش وسایل ارتباط جمعی در آموزش و پرورش گنجانده شده بود، اما در دوره فوق‌لیسانس دروسی از قبیل طراحی سیستمیک آموزشی، تهیه خودآموزها، روان‌شناسی تربیتی و یادگیری، آمار و سنجش نیز دیده می‌شود.
مرحله بعدی تکنولوژی در ایران، ایجاد دانشکده مکاتبه‌ای ابوریحان بیرونی برای آموزش کارکنان دولت و با تکیه بر آموزگاران تأسیس شد. نحوه آموزش در دانشکده مکاتبه‌ای از طریق ارسال کتب و نوار شنیداری و گاه کلاس حضوری رفع اشکال بود. مرحله بعدی در ایران ایجاد دانشگاه آزاد ایران و دانشگاه پیام نور است که به نظر می‌رسد هدفشان همگانی کردن سطح آموزش باشد.

## فناوری نرم‌افزاری در آموزش
نرم‌افزار مدرسه به یک نرم‌افزار یکپارچه گفته می‌شود که فرایندهای گوناگون مدرسه را به شکل الکترونیک و خودکار مدیریت می‌کند. فرایندهایی مثل مدیریت آنلاین کلاس‌های درس، برگزاری آزمون‌ها الکترونیک، مدیریت حضور و غیاب دانش‌آموزان و داشبوردهای مدیریتی مدرسه، با استفاده از یک نرم‌افزار مدرسه، مدیران و کادر مدارس می‌توانند داده‌ها و اطلاعات دانش‌آموزان را در فضای ابری ذخیره کرده و در هنگام نیاز و بدون هیچ محدودیت زمانی یا مکانی، به اطلاعات دانش‌آموزان دسترسی داشته باشند.

## سیر تحول رشته تکنولوژی آموزشی در غرب
سیر تحول رشته تکنولوژی آموزشی در غرب در یک قرن اخیر بر اساس تحولات به وقوع پیوسته در دیدگاه‌های معرفت‌شناسی، رویکردهای روانشناسی یادگیری و سایر علوم وابسته و مربوط به ارتباطات، سیستم‌ها و تعلیم و تربیت، تعریف تکنولوژی آموزشی، دستخوش تحولات بنیادی شده‌است. قرن هجدهم و نوزدهم میلادی دوران شکوفایی و توسعه علمی همه‌جانبه مغرب زمین بود. در این دو قرن اکتشافات و اختراعات علمی در زمینه‌های گوناگون و ظهور نظریه پردازانی مانند روسو، یستالوزی، هربارت و فروبل در حوزه تعلیم و تربیت به وارد شدن علوم طبیعی در برنامه درسی مدارس منجر شد که این امر سبب سریعتر شدن رشد علمی و اجتماعی کشورهای غربی گردید. در نیمه دوم قرن نوزدهم آموزش و پرورش به مثابه یک علم اجتماعی جای خود را در میان سایر علوم باز کرد و دوره پیش از جنگ جهانی اول، امیدهای آموزشی تازه در سه جنبش جداگانه اما مرتبط به هم، به وقوع پیوست: جنبش مطالعه کودک، جنبش بررسی مدرسه و رشد مطالعات تجربی در آموزش و پرورش.
سیر تحول رشته تکنولوژی آموزشی در مغرب زمین
تاریخچه پیدایش و تحول رشته تکنولوژی آموزشی در غرب را می‌توان به سه دوره به شرح زیر تقسیم کرد: (فردانش، ۱۳۸۷، ص۲۱–۴۴).
1. دوره اول از ابتدای قرن بیستم میلادی.
2. دوره دوم از اوائل دهه ۱۹۶۰ تا اواخر۱۹۸۰
3. دوره سوم از اوائل دهه ۱۹۹۰میلادی تا حال حاضر.

فلشزیگ (۱۹۹۸) تکنولوژی آموزشی را در سه دوره فوق چنین نامگذاری کرده‌است:
1. دوره اول تکنولوژی ابزاری که در این دوره رسانه‌ها ابزاری برای غنی کردن آموزش‌های سنتی‌اند.
2. دوره دوم تکنولوژی نظام‌ها که در این دوره رسانه‌ها جزیی از نظام‌های متشکل از انسان و ابزارند و برای آموزش عملکردهای خاص به کار می‌روند.
3. دوره سوم تکنولوژی فکورانه که دارای ویژگی‌های زیر است:
  -     - به رسمیت شناختن انواع دانش حاصل از منابع علمی سنتی و تجربه
    - مبتنی بودن بر دانش نظری و دانش عملی و مقدم دانستن دانش نظری بر عملی
    - به‌کارگیری انواع دانش بر اساس یک دیدگاه ارزش‌شناسی مشخص
    - فکورانه بودن به معنای تعمق کردن دربارهٔ تکنولوژی (بعد دانش و ارزش‌ها) و محصولات آن (بعد طرح‌ها و مواد)[۲]

تاریخچه پیدایش و تحول رشته تکنولوژی آموزشی را می‌توان از نظر زمانی به سه دوره مشخص تقسیم کرد:
1. دوره اول: از اوایل قرن بیستم تا اواخر سال‌های ۱۹۵۰ (رویکرد اثبات گرایی – رفتار گرایی – تکنولوژی ابزاری)
2. دوره دوم: از اوایل سال‌های ۱۹۶۰ تا اواخر سال‌های ۱۹۸۰ (رویکرد تعبیری – شناخت گرایی –تکنولوژی نظام‌ها)
3. دوره سوم: از اوایل سال‌های ۱۹۹۰ تا زمان حال (رویکرد انتقادی – ساخت گرایی – تکنولوژی متفکرانه)

که در اینجا به شرح کامل دوره سوم از تاریخچه پیدایش و تحول تکنولوژی آموزشی می‌پردازیم.
دوره سوم: رویکرد انتقادی – ساختگرایی – تکنولوژی متفکرانه
رویکرد انتقادی به زعم طرفدارانش به دنبال پر کردن فاصله بین رویکرد اثبات گرایی و رقیب آن یعنی رویکرد تعبیری یا تفسیری است و از رویکرد اثبات گرایی برای آنکه آن را تحویل گرایی می‌نامند و از رویکرد تعبیری برای آنکه نسبی گرایی ضمنی مستتر در دیدگاه معرفت‌شناسی است انتقاد کردند و زمینه را برای رشد رویکرد انتقادی فراهم آوردند. این رویکرد با جهت‌گیری‌های سیاسی خود به سلطه علم، تکنولوژی و دیوان سالاری که از شاخصه‌های سرمایه‌داری است معترض و معتقد است که در این شرایط احتمال طرح سؤال دربارهٔ هنجارها و ارزش‌های اجتماعی و "زندگی خوب " در عرصه اجتماعی از بین می‌رود و بنابراین رویکرد انتقادی با طرح این سؤال‌ها که محور اصلی مباحث آن را تشکیل می‌دهد منجر به آزادی و رهایی افراد از عقاید نادرست و غلبه بر جور و ستم می‌شود. متفکران این رویکرد معتقدند که فلسفه باید در خدمت این مبارزه و جنبش اجتماعی قرار گیرد.
صاحب نظران زیادی در رشته تعلیم و تربیت تحت تأثیر نظریه انتقادی قرار گرفتند و به جهت همخوانی برخی مبانی معرفت‌شناسی بنیادی خود بامکتب روانشناسی ساخت گرایی، اغلب این رویکرد را در زمینه برنامه‌ریزی و آموزش مورد تأکید قرار دادند. ساخت گرایی نام خود را از کلمه ساخت یا ساختن اتخاذ کرده که منعکس‌کننده دیدگاه معرفت شناسانه آن است. ساخت گرایان معتقدند که ساختار دانش چیزی نیست که خارج از ذهن شاگرد وجود داشته باشد، بلکه ساختار دانش حاصل تعامل مستمر با سازه‌های موجود و آزمایش و پالایش بازنمایی‌های ذهنی آن برای یافتن درک صحیح تری از جهان خارج است و بر این اساس فعالیت یادگیری باید محور توجه قرار گیرد نه فرایند آموزش.
مهمترین پیش‌فرض معرفت شناسانه ساخت گرایی آن است که معنا، تابعی از چگونگی ساختن آن بر اساس تجربه‌های فردی است. ساخت گرایان معتقدند که دانش در درون فرد و توسط او ساخته می‌شود و از منابع خارجی دریافت نمی‌شود. ساخت گرایان افراطی مانند گلیسرزفلد معتقدند که هیچ واقعیت عینی مستقل از فعالیت ذهنی انسان وجود ندارد. جهان فردی توسط ذهن خلق می‌شود و بنابراین هیچ جهانی واقعی تر از دیگری نیست. ساختن معنا بر بر تطابق آن با جهان خارج از ذهن مبتنی نیست، بلکه به درک فرد از آن بستگی دارد. تمام ساخت گرایان معتقدند که ذهن موقعیتی ابزاری و اساسی برای تفسیر رویدادها، اشیاء و دیدگاه‌های جهان خارج از ذهن دارد و این تفسیرها، مبنای دانش فرد راکه شخصی و منحصربه‌فرد است تشکیل می‌دهد . .
این رویکرد جدید باعث تغییرات اساسی در مباحث محوری اغلب رشته‌های تعلیم و تربیت و از آن جمله تکنولوژی آموزشی شد. عبور از رویکرد نظام‌های آموزشی که به گفته رایگلوث دوره صنعتی در تکنولوژی آموزشی بود، به دوره یا عصر اطلاعات به معنای تحول از مرحله تولید برنامه‌های آموزش معیار به مرحله خلق برنامه‌های آموزش طراحی شده برای تک تک فراگیران است. در این مرحله جدید طراحان به جای ایجاد نتایج یادگیری یکسان و از قبل تعیین شده برای تمام شاگردان، به خلق تجارب یادگیری انحصاری برای هر یک از شاگردان می‌پردازند. زمینه ضروری چنین اقدامی، پیشرفت سریع در تکنولوژی‌های ارتباطات و رایانه است.
تکنولوژیست‌های آموزشی برای طراحی برنامه‌های آموزشی به جای تأکید بر ساده‌سازی و یادگیری‌های مبتنی بر توضیح و ارائه مستقیم باید بر زمینه‌های واقعی و ملموس تکیه کنند، این امر موجب تحولات زیادی در مباحث رشته تکنولوژی آموزشی شده‌است. ماهیت و محتوای رشته تکنولوژی آموزشی در طول قرن بیستم، سرانجام این رشته را در موقعیتی قرار داده‌است که با ورود و ادغام رویکردهای جدید به این رشته، اینک به عنوان یک رشته علمی زنده و پویا در محافل تربیتی غرب حضور فعال دارد. از بارزترین خصوصیات این دوران که از آن با نام " پسامدرن " یاد می‌شود به گفته هلینکا و دنیس خصوصیت تکثر گرایی، این زمانی بودن و پیچیدگی آن است که در مقابل خصوصیت جهانی بودن، ثابت بودن و ساده بودن دوران نوگرایی خودنمایی می‌کند. دقیقاً به دلیل این خصوصیات ویژه است که در دوران پسامدرن تمام دیدگاه‌های هستی‌شناسی، معرفت‌شناسی، روانشناسی و روش‌شناسی در کنار هم و با درجه‌ای که ضرورت موقعیت‌های واقعی آموزشی اقتضا می‌کند وجود دارد و ظهور و قدرت یافتن رویکرد ساخت گرایی در رشته تکنولوژی آموزشی منجر به نفی و کنار نهادن سایر دیدگاه‌ها و رویکردها نشده‌است.
در آغاز قرن بیستم با ورود فناوری به مدارس نیازبه افرادی که توانایی به‌کارگیری و تعمیر ابزارهای مورد استفاده در آموزش را داشته باشند احساس شد. این افراد با شناختی که از فرایند آموزش و ابزارهای آموزشی داشتند معلمان را در انتخاب رسانه‌ها یاری می‌کردند.
برای تکنولوژی تعاریف مختلفی وجود دارد که ناشی از نظرات متنوع در این عرصه است. هرکدام از این تعاریف می‌توانند درست باشد.
فناوری
فناوری اطلاعات و ارتباطات آن چنان پتانسیل حضور در عرصه‌های گوناگون حیات بشری دارد که بی تردید می‌توان آن را یک تمدن جدید با ظهور یک موج تمدنی جدید دانست. به‌کارگیری فزاینده اصطلاحات و تعابیری همچون: تمدن پساصنعتی، جامعه اطلاعاتی، اقتصاد دانش در مقام توصیف ویژگی‌های بارز عصر حاضر، کواه این مدعا است.
آن گونه که از یک تمدن انتظار می‌رود: تفکرات، تصورات و شیوه‌های جدید و جایگزین در عرصه‌های علمی، صنعتی، اقتصادی، اجتماعی وسیاسی به تدریج جایگزین وضعیت در حال زوال شده‌است و وضعیت نوین در تمامی عرصه‌های حیات شری، به سرعت در حال شکل‌گیری و استقرار است. نظام‌های تعلیم و تربیت نیز طبعاً از تحولات حادث شده در عرصه فناوری بی نصیب نبوده‌اند و ندای انقلاب آموزشی به مثابه یک ضرورت، فضای نظام‌های آموزش و پرورش دنیا را پر کرده‌است.
جلالی و عباسی، کاربرد فناوری اطلاعات در نظام‌های آموزش و پرورش دنیا را این گونه جمع‌بندی کرده‌اند:
- ارتقا افزایش توانایی معلمان در زمینه به‌کارگیری فناوری اطلاعات
- تجهیز مدارس با امکانات و ابزارهای مورد نیاز جهت گسترش فناوری اطلاعات
- بهره‌گیری بهینه از فناوری اطلاعات برای تغییر ساختار آموزش
- استفاده از فناوری اطلاعات برای ایجاد فرصت‌های یادگیری و تحصیل برای همه افراد جامعه
- توسعه منابع انسانی متخصص مورد نیاز جامعه در زمینه فناوری اطلاعات
- استفاده از فناوری اطلاعات به منظور ارتقای کیفیت آموزش و بهبود روش‌های تدریس[۴]

## نظریه
ممکن است در طراحی و تعامل با فناوری آموزشی، دیدگاه‌های آموزشی یا نظریه‌های یادگیری مختلفی در نظر گرفته شود. نظریه یادگیری الکترونیکی این رویکردها را بررسی می کند. این دیدگاه‌های نظری در سه مکتب نظری یا چارچوب فلسفی اصلی گروه‌بندی می‌شوند: رفتارگرایی، شناخت‌گرایی و ساخت‌گرایی.

## در عمل

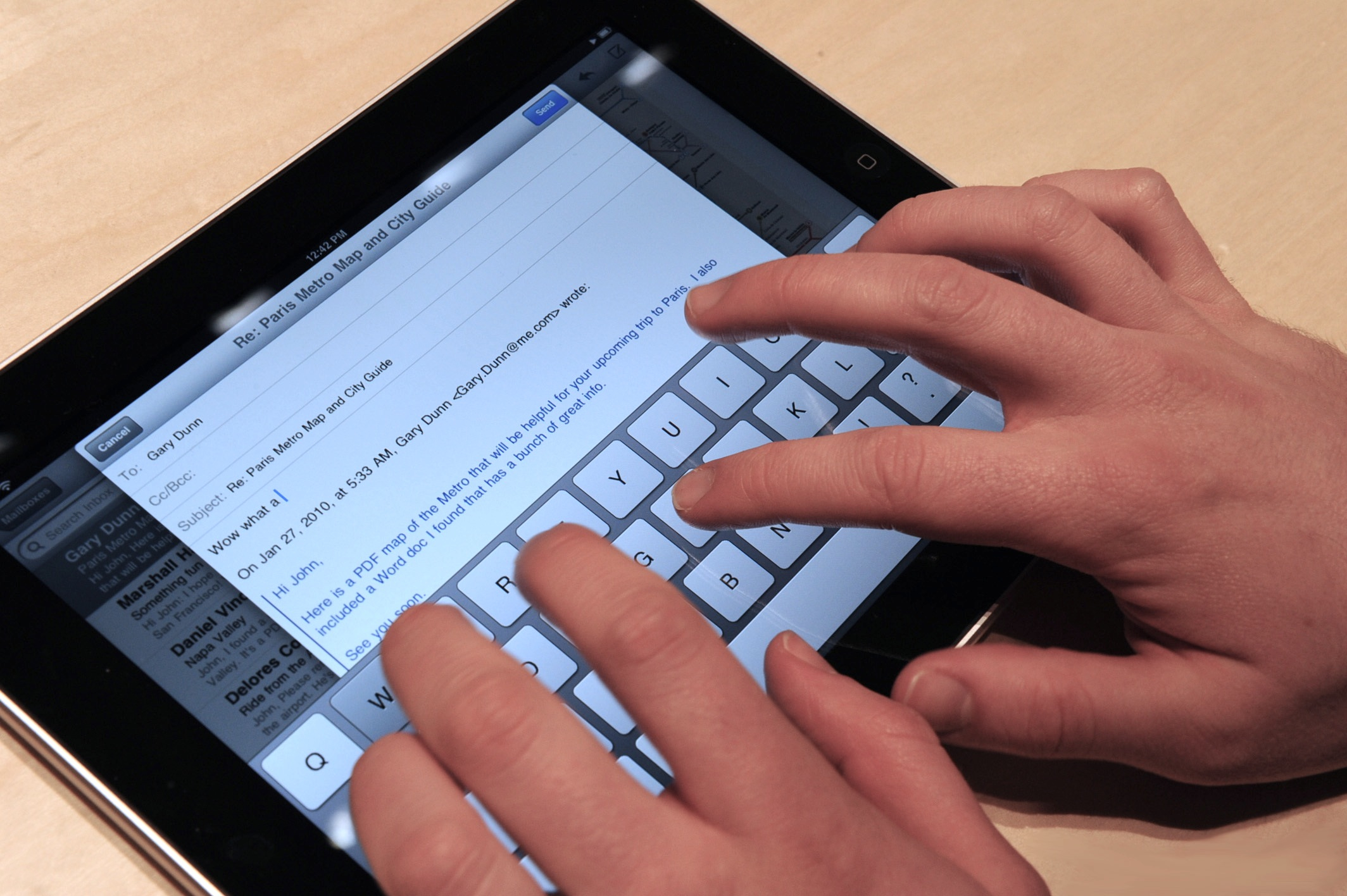
آی پد با صفحه کلید روی صفحه نمایش

دامنه‌ای که آموزش الکترونیکی به شیوه‌های دیگر یادگیری و آموزش کمک می کند یا جایگزین آنها می شود، از هیچ تا آموزش از راه دور کاملاً آنلاین متغیر است . مثلا، «آموزش ترکیبی» می‌تواند به وسایل کمکی کلاس درس و لپ‌تاپ اشاره داشته باشد، یا به رویکردهایی اشاره داشته باشد که در آن زمان کلاس درس سنتی کاهش می‌یابد اما حذف نمی‌شود، و با مقداری یادگیری آنلاین جایگزین می‌شود .